# Operazione Stella Polaris
Operazione Stella Polaris era il nome in codice di un'operazione militare in cui i documenti, le attrezzature e il personale dei servizi segreti finlandesi furono trasportati in Svezia a fine settembre 1944, poco dopo la conclusione della guerra di continuazione tra Finlandia e Unione Sovietica durante la seconda guerra mondiale. Lo scopo era quello di consentire il proseguimento delle attività di intelligence contro l'avanzata dei russi in Svezia e di evitare che l'attrezzatura cadesse nelle mani dell'Unione Sovietica. Si riteneva probabile un'invasione sovietica e si pianificava di sostenere la guerriglia in Finlandia dopo un'eventuale occupazione. L'operazione aveva la sua base nel piccolo villaggio di pescatori di Nämpnäs vicino a Närpes, nella regione dell'Ostrobotnia, da dove gli archivi venivano spediti ai porti svedesi. A guidare l'operazione furono il colonnello Aladár Paasonen, capo dell'intelligence militare finlandese e il colonnello Reino Hallamaa, capo della sezione finlandese dello spionaggio di segnali elettromagnetici.

## Trasporto in Svezia

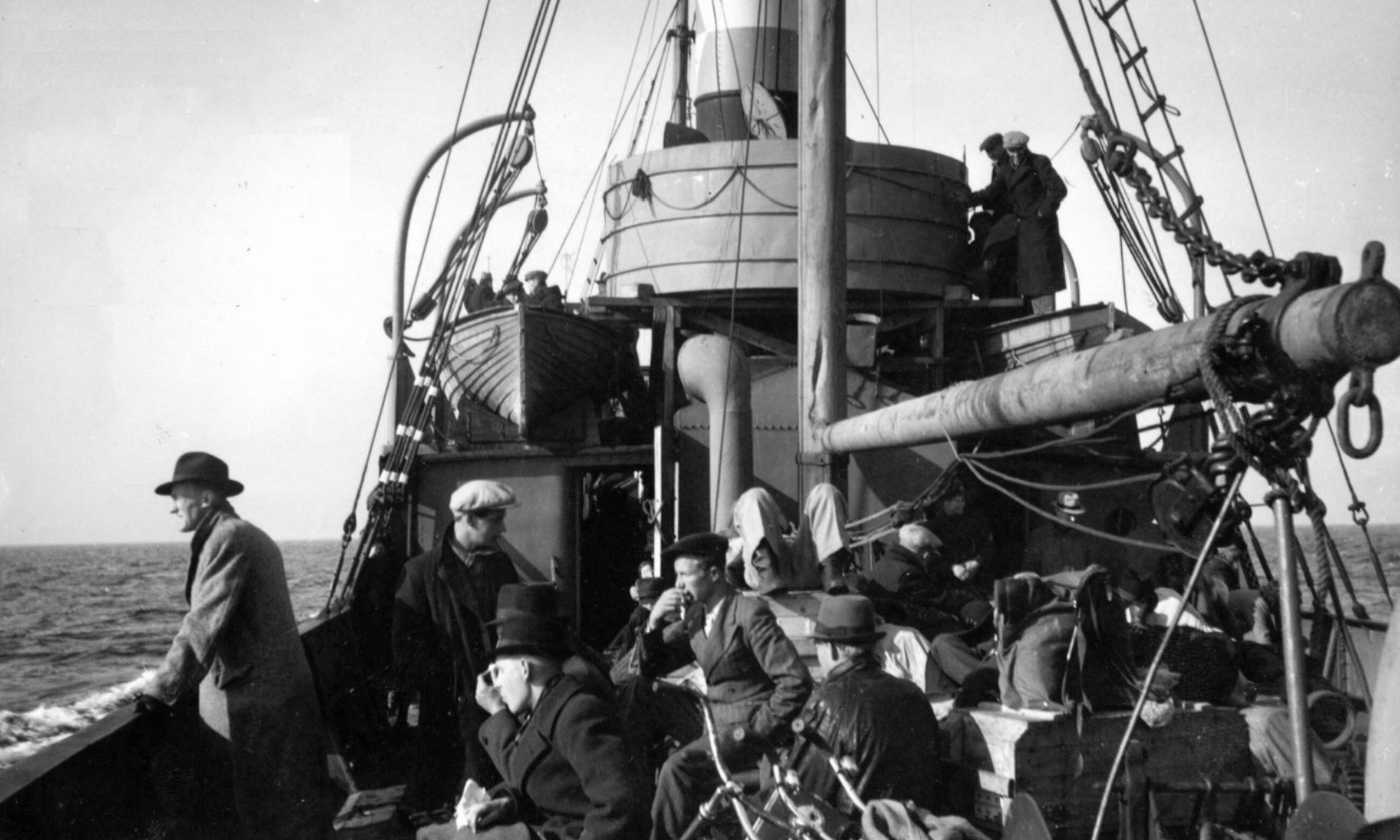
Agenti dei servizi segreti militari finlandesi a bordo di una nave in viaggio da Närpes in Finlandia a Härnösand in Svezia, durante l'Operazione Stella Polaris nel 1944.

Il 20 settembre 1944 gran parte dell'unità finlandese di intelligence dei segnali elettromagnetici fu trasferita in Svezia. Dalla parte svedese, il maggiore Carl Petersén, capo della sezione di intelligence C-byrån (istituita dallo stesso Petersén) dello Stato maggiore della difesa svedese, era il responsabile dell'operazione. Circa 750 persone sono state trasportate attraverso il golfo di Botnia: da tre navi da Närpes a Härnösand e da una nave da Uusikaupunki a Gävle. Le navi trasportavano anche scatole di archivi e attrezzature di intelligence.
Dopo la restituzione alla Finlandia di alcune parti della Carelia e di Salla da parte dell'Unione Sovietica il 19 settembre 1944, in accordo con l'armistizio di Mosca, la maggior parte del personale finlandese e le loro famiglie tornarono a casa, ad eccezione di coloro che erano stati assunti dal Försvarets radioanstalt (abbreviata in FRA). Attraversarono il confine presso il fiume Torne in segreto. La Svezia si è offerta di prendere in consegna le attrezzature e alcuni dei documenti. La FRA ebbe così accesso ad attrezzature tecniche e a sette scatole di fascicoli, che divennero importanti per le attività appena avviate della FRA.
L'operazione Stella Polaris ha permesso alla Svezia di accedere a una grande quantità di informazioni di alta qualità. Ha inoltre appreso le tecniche di intelligence dei segnali elettromagnetici dal personale finlandese, alcuni dei quali sono stati assunti dagli svedesi. 
Per quanto riguarda la Finlandia, l'operazione ha provocato problemi di politica interna a causa della forte influenza della Lega Democratica Popolare Finlandese nel governo. Tra queste, l'azione contro alcuni dei partecipanti all'operazione per le cosiddette attività "anti-sovietiche", con conseguenti pene detentive.

## Elaborazione in Svezia
Da ottobre 1944 il materiale di intelligence fu trasferito nel seminterrato dell'Hotel Aston di Stoccolma. Lì, il capo delle operazioni finlandesi Reino Hallamaa ha microfilmato il materiale, che ha venduto alle agenzie di intelligence di diversi paesi. In seguito il materiale è stato rimosso dalla FRA. Gran parte del materiale fu poi conservato da Carl Carlsson Bonde al castello di Hörningsholm e ventinove scatole da Svante Påhlson a Rottneros dal 20 marzo 1945. Sette scatole di materiale erano state precedentemente presentate al FRA. All'inizio degli anni 1960, i documenti segreti dell'operazione Stella Polaris furono bruciati nella discarica di Lövsta, a Stoccolma, su istruzione dell'allora direttore generale della FRA, Gustaf Tham, e del generale Carl August Ehrensvärd, ormai in pensione.
I finlandesi coinvolti nell'operazione Stella Polaris sono stati perseguitati e arrestati dopo il loro ritorno in Finlandia dalla Valpo, la polizia di Stato controllata dai comunisti. Solo all'inizio degli anni 1950 il cancelliere della giustizia finlandese dichiarò che coloro che avevano partecipato all'operazione Stella Polaris non sarebbero stati sottoposti a procedimenti per crimini di guerra.

## Eventi successivi

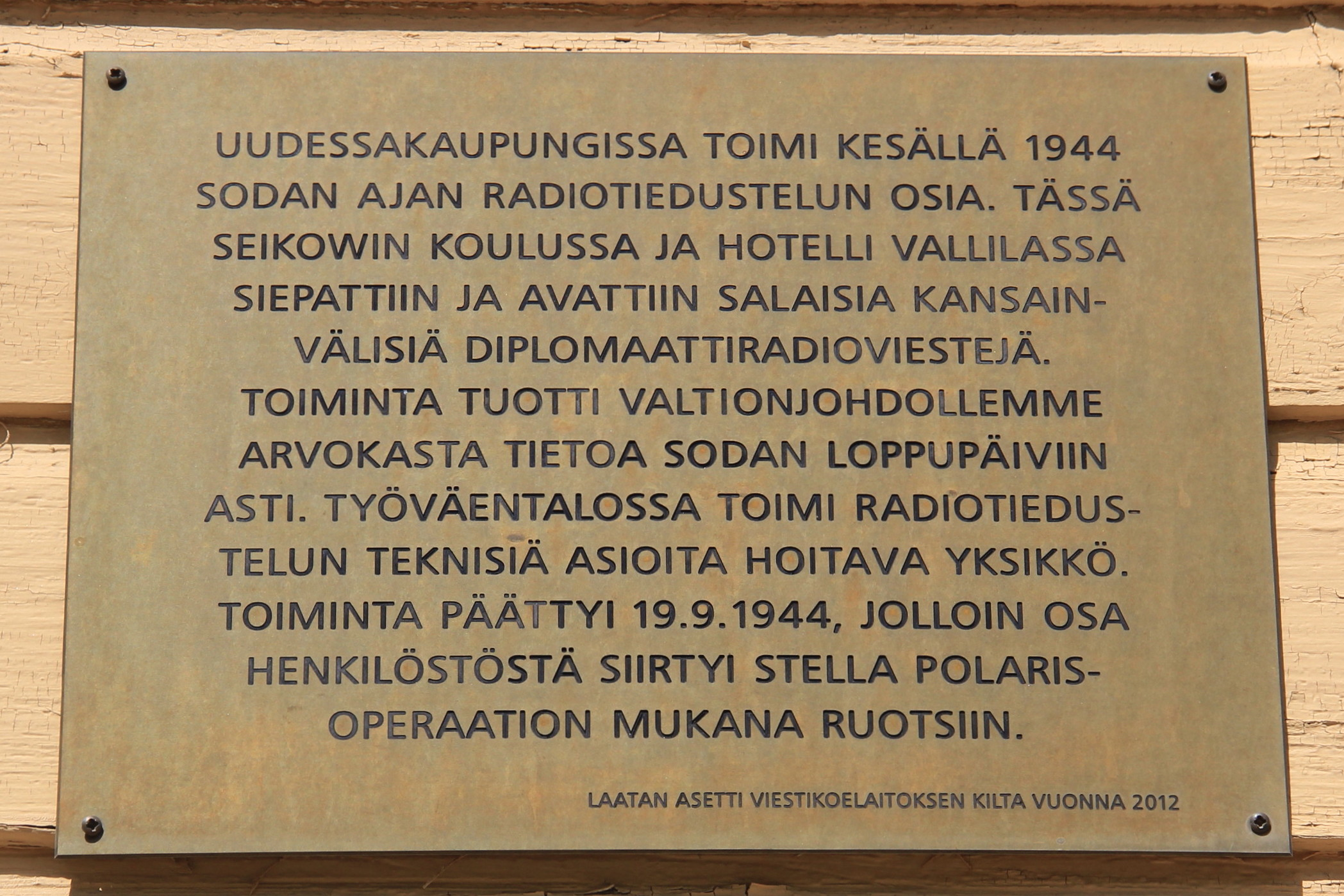
Placca commemorativa dell'operazione a Uusikaupunki in Finlandia.

Nella città di Uusikaupunki si trova una placca commemorativa dell'operazione. Circa una ventina di tecnici di segnalazione finlandesi che si sono recati in Svezia nell'operazione Stella Polaris hanno ottenuto immediatamente la cittadinanza svedese e sono rimasti in Svezia come dipendenti della FRA. Il capo dell'intelligence militare finlandese Aladár Paasonen, che insieme a Reino Hallamaa ebbe la responsabilità principale dell'operazione, lavorò con le forze americane in Germania a metà degli anni 1950 e poi visse fino agli anni 1970 negli Stati Uniti. Reino Hallamaa si è invece trasferito in Spagna, dove ha avviato un'impresa di costruzioni.
Dagli anni 1990, l'operazione Stella Polaris è stata documentata in libri, documentari radiofonici e film per la televisione, ma rimangono ancora oggi molte ambiguità.